# Измухамбетов, Салават Бактыкожаевич
Салауат Бактыкожаевич Измухамбетов (1972) — казахстанский шахматист, гроссмейстер (1996).
Происходит из рода адай племени байулы.

Отец Бактыкожа Измухамбетов — государственный деятель Казахстана, депутат Мажилиса Парламента Республики Казахстан, Председатель Центрального совета РОО «Организации ветеранов».
Занимался в клубе города Атырау. Участник чемпионата Азии 2001 года. В 1995—1996 гг. выступал в США, выполнил там норматив национального мастера. После этого выступал преимущественно на турнирах в странах СНГ.
Разведён, имеет троих детей от бывшей жены.

## Изменения рейтинга
| Графики недоступны из-за технических проблем. См. информацию на Фабрикаторе и на mediawiki.org. |